# Korsfarerne
Korsfarerne (Deens voor Kruisvaarders) is een compositie van Niels Gade. Het wordt gezien als een seculiere cantate. Gade schreef het werk voor solisten, koor en orkest met gebruikmaking van teksten van Carl Andersen, een kennis van Gade. Andersen gebruikte op zijn beurt weer het gedicht LaGerusalemme liberata van Torquato Tasso, dat gedicht stamt uit de laatste helft van de 16e eeuw. Gade kon schrijven voor een groot orkest met koor en solisten aangezien hijzelf dirigent was van het Musikforeningen in Kopenhagen. In diezelfde stad waren voldoende amateurzangers (al dan niet verzameld in koren) aanwezig om de zangpartijen in te vullen. Hij moest zich daarbij wel inhouden, want de zangpartijen moesten afgestemd worden op die amateurzangers.
Gade gaf dan ook zelf leiding aan de eerste uitvoering van dit werk op 24 april 1866 tijdens een concertseizoen van zijn Musikforeningen. De avond daarop werd het nog een keer uitgevoerd. De critici waren lovend en ook het publiek kon het werk waarderen. Het werd daarom na de première nog een paar keer uitgevoerd en verscheen in 1866 al in gedrukte vorm. Vervolgens werd een vertaling gemaakt naar het Duits (opvoeringen ook al in 1866) en Engels. Het werk bracht het zelfs tot Boston. Het Boston Symphony Orchestra, toen al een van de grotere orkesten van de Verenigde Staten, had de Amerikaanse première op 11 januari 1877 met Benjamin Johnson Long als dirigent. Gezien het aantal uitvoeringen toen had het de kans uit te groeien tot een standaardwerk binnen de Deense klassieke muziek. Dat bleek niet het geval, in de loop der jaren verdween het geheel naar de achtergrond. De  (enige) uitgave op compact disc in 1989 weet dat niet aan de muziek van Gade, die was zoals van Gade te verwachten was. Men vond uiteindelijk de teksten van Andersen te zwak, Andersen was geen beroepsschrijver; hij deed het er bij.

## Indeling
De opzet van het werk, waarin kruisridder Rinaldo weerstand moet bieden aan de wonderschone Armida is als volgt:
- I Øpkenen (in de woestijn)
  - Koor van pelgrims en vrouwen
  - Heremiet en Rinaldo
  - Lied van de kruisvaarders door Rinaldo, koor en Heremiet
  - Gebed (Heremiet, koor)
- Armida
  - Donkere geesten, Dans op woestijnzand door her koor
  - Armida met een recitatief en aria
  - Verleidingslied van sirenen door het koor en Rinaldo
  - Scene (allen)
- Mod (Naar) Jerusalem
  - koor van kruisridders in de ochtend
  - Aria van Rinaldo
  - Mars van pelgrims
  - Slotscène (allen)

## Bezetting
Niels Gade schreef het werk voor:
- sopraan (Armida)
- tenor (Rinaldo)
- bas (Heremiet Peter)
- koor bestaande uit sopranen, alten, tenoren, baritons (SSAATTBB) bestaande uit
  - koor van pelgrims en vrouwen van kruisvaarders
  - koor van sirenen
  - koor van kruisridders
- 2 dwarsfluiten, 2 hobo’s, 2 klarinetten,  2 fagotten
- 4 hoorns, 2 trompetten, 3 trombones, 1 tuba
- pauken,  percussie, 1 harp
- violen, altviolen, celli, contrabassen